# Шпиковський Микола Григорович
Шпиковський Микола Григорович (25 серпня 1897, Київ, Російська імперія — 3 грудня 1977) — український радянський кінорежисер, сценарист.

## Біографічні відомості
Народився 23 серпня 1897 року у Києві. Закінчив юридичний факультет Новоросійського університету в Одесі (1917).
В 1917—1923 роках працював у галузі вивчення організації праці. В 1923—1925 роках співробітничав у редакціях газети «Киногазета» та журналу «Советский экран», потім займався сценарною діяльністю й кінорежисурою. Спеціалізувався у жанрі комедії.
Як і деякі інші радянські режисери-експериментатори, що підпали під неофіційну заборону в РРФСР з приходом Сталіна до влади (серед яких Дзиґа Вертов), Шпиковський повертається в Україну, ще вільну від жорсткої цензури завдяки зусиллям Скрипника, де працював у 1928—1932 роках. В Одесі Шпиковський знімає комедію «Три кімнати з кухнею» (1928) за мотивами сценарію Володимира Маяковського «Як поживаєте?» (фільм не зберігся).
Рік по тому Шпиковський створює свою визначну пригодницьку комедію «Шкурник» на новоствореній Київській кіностудії. Цей фільм, однак, не пройшов радянську цензуру і на екрани не вийшов.
З проголошенням партією курсу колективізації та індустріалізації, перед режисерами постала задача створення ідеологічних стрічок на задані теми. Таким чином виходить одна з найкращих робіт режисера — стрічка «Хліб». На основі простого сценарію режисеру вдалося зняти авангардний і високомистецький фільм, який, однак, також не пройшов цензуру і був заборонений до показу.
1932 року Шпиковський розпочав роботу над фільмом «Авангард», зйомки якого було припинено з цензурних міркувань.
Врешті, повернувшись до Москви, він з середини 1930-х років перестав знімати й займався суто написанням сценаріїв.
В роки німецько-радянської війни був редактором у фронтовому відділі Центральної студії кінохроніки. Як режисер і автор дикторського тексту брав участь у документальних фільмах «До питання про перемир'я з Фінляндією» і «Берлін» (1945). В подальшому писав сценарії для науково-популярного і документального кіно, був сценаристом на Московській студії науково-популярних фільмів.

## Творчість
У творчому доробку кінематографіста:
- 1925 — «Шахова лихоманка» (співрежиссер, автор сценарію)[7]
- 1927 — «Чашка чаю» (також «Зачинені двері», «Арештуйте мене»; режисер, автор сценарію)
- 1928 — «Три кімнати з кухнею» (також «Жахлива людина», режисер)
- 1929 — «Шкурник» (режисер, автор сценарію), за оповіданням Вадима Охріменка «Цибала»
- 1929 — «Хліб» (режисер)
- 1930 — «Гегемон»
- 1935 — «Осадний стан» (автор сценарію)
- 1936 — «Троє з однієї вулиці» (режисер, автор сценарію)
- 1939 — «Гомони містечко» (автор сценарію)[8]
- 1941 — «Бенкет у Жирмунці» (новела в кіноальманасі «Бойовий кінозбірник № 6», автор сценарію).

Серед науково-популярних та документальних фільмів: «Перші прикла» (1950), «На полях Кубані» (1954), «Дослід одного колгоспу» і «Букет квітів» (1956), «Дочка Малого театру» (1959) та ін.

## Заборони та репрем'єри
Фільми Шпиковського «Шкурник» та «Хліб» були заборонені Головним репертуарним комітетом у Москві й так і не побачили екрану протягом радянських часів.
Вперше фільм «Шкурник» було показано 2012 року на 3-му Фестивалі німого кіно та сучасної музики «Німі ночі» та на МКФ «Молодість» (фільм-відкриття фестивалю). Стрічка «Хліб» вперше побачила екран 2013 року на 4-му Фестивалі «Німі ночі» та на Міжнародному фестивалі сучасного мистецтва ГОГОЛЬфест (фільм-відкриття фестивалю). Обидві стрічки було відреставровано на базі Національної кіностудії художніх фільмів ім. О.Довженка та Національного центру Олександра Довженка відповідно у 2011 та 2012 роках.